# 顺山集遗址
顺山集遗址，位于江苏省宿迁市泗洪县，是中华人民共和国江苏省文物保护单位之一。
2011年12月30日，授予江苏省文物保护单位，是一座古遗址。2019年10月7日入选第八批全国重点文物保护单位。